# Uncharted
Uncharted es una serie de videojuegos creada por Naughty Dog y distribuida por Sony Interactive Entertainment. El primer juego, Uncharted: El tesoro de Drake, salió a la venta el 20 de noviembre de 2007, en exclusiva para PlayStation 3. En la E3 de 2009 se anunció que Uncharted: El tesoro de Drake llegó a los 2,6 millones de copias vendidas.
El segundo juego fue llamado Uncharted 2: El reino de los ladrones. Este juego ha sido aclamado por sitios webs y varios críticos profesionales. GameRankings le otorgó 96.41% en comentarios positivos y Metacritic le dio una puntuación de 96/100. Un comentario de IGN (videojuegos), lo describió como un "juego fantástico, con un multijugador excelente gracias a Naughty Dog". Muchos lo consideran uno de los juegos más famosos en la industria de los videojuegos. La revista PlayStation: The Oficial Magazine dijo en un artículo era "El Inolvidable Juego del Año. Este es uno de los mejores videojuegos de todos los tiempos". Incluso, una revista de Francia titulada PSM3 le dio una puntuación perfecta de 21/21.
El tercer juego fue Uncharted 3: La traición de Drake que fue aclamado y perfectamente recibido por los críticos. La revista Playstation Magazine en español dio una puntuación acertada de 9.8 sobre 10, considerándola "una obra maestra difícil de olvidar". Metacritic y GameRankings le dieron un porcentaje sobresaliente de 92/100 y 91.95%, respectivamente. IGN agregó en su reseña "Desde principio a fin, sea modo campaña o multijugador, Uncharted 3 canta con melodía. Los personajes, los gráficos, el sonido y la historia lo definen. Uncharted 3 es una experiencia apasionante."
La cuarta entrega, Uncharted 4: El desenlace del ladrón, es un videojuego de acción-aventura en tercera persona, lanzado el 10 de mayo de 2016, distribuido por Sony Computer Entertainment y desarrollado por Naughty Dog exclusivamente para la consola PlayStation 4.
3D Juegos le dio una puntuación de 9.5/10, diciendo que "Uncharted 4 es una despedida a la altura de lo que un personaje tan icónico como Nathan Drake requería. Pocos peros se le pueden poner a una obra de sus dimensiones, cargada de contenidos en modo campaña y multijugador, y acreedora de una historia que nos mantiene pegados a la pantalla".
El último juego fue Uncharted: El legado perdido, un videojuego de acción-aventura desarrollado por Naughty Dog y distribuido por Sony Interactive Entertainment, exclusivamente para PlayStation 4. El título es una expansión independiente de la serie de videojuegos Uncharted. Su lanzamiento se produjo el 22 de agosto de 2017. El videojuego había sido presentado en la PlayStation Experience de 2016 a través de una demo jugable. En esta entrega, Chloe Frazer y Nadine Ross se adentran en una guerra civil en la India para recuperar el colmillo perdido de Ganesh.

## Videojuegos
| Año  | Título                                  | Desarrolladora                | Plataforma                       |
| ---- | --------------------------------------- | ----------------------------- | -------------------------------- |
| 2007 | Uncharted: El tesoro de Drake           | Naughty Dog                   | PlayStation 3                    |
| 2009 | Uncharted 2: El reino de los ladrones   | Naughty Dog                   | PlayStation 3                    |
| 2011 | Uncharted 3: La traición de Drake       | Naughty Dog                   | PlayStation 3                    |
| 2011 | Uncharted: El abismo de oro             | Bend Studio                   | PlayStation Vita                 |
| 2012 | Uncharted: Lucha por el Tesoro          | Bend Studio                   | PlayStation Vita                 |
| 2015 | Uncharted: The Nathan Drake Collection  | Bluepoint Games               | PlayStation 4                    |
| 2016 | Uncharted 4: El desenlace del ladrón    | Naughty Dog                   | PlayStation 4                    |
| 2017 | Uncharted: El legado perdido            | Naughty Dog                   | PlayStation 4                    |
| 2022 | Uncharted: Legacy of Thieves Collection | Naughty Dog, Iron Galaxy (PC) | PlayStation 5, Microsoft Windows |

## Juegos principales

### Trilogía original
La trilogía original fue desarrollada enteramente por Naughty Dog en exclusiva para la consola PlayStation 3, fue una de las trilogías principales de dicha consola y rápidamente se convirtió en el emblema y buque insignia de dicha consola, logrando ser considerada uno de los juegos principales que impulsaban las ventas del sistema. La saga se enfoca en un personaje llamado Nathan Drake un aventurero caza tesoros que, a lo largo de los juegos, se embarca en diferentes aventuras junto a su fiel amigo y socio Victor Sullivan y sus intereses amorosos Elena Fisher y Chloe Frazer.
El desarrollo del primer juego Uncharted: El tesoro de Drake comenzó en 2005, y vio a Naughty Dog alterando su enfoque de desarrollo, ya que buscaban crear un videojuego humanizado que fuera distinto de sus otros juegos anteriores. Posteriormente se retrasó varias veces a través de su desarrollo, ya que el equipo actualizaba regularmente o cambiaba por completo varios aspectos relacionados con la historia, la codificación y el diseño del juego. Uncharted: El tesoro de Drake es notable por ser uno de los primeros videojuegos en presentar vibración de retroalimentación de fuerza, y el equipo de desarrollo encontró influencia en muchos de los elementos estéticos del juego de películas, revistas de pulpa y series de películas particularmente en la saga de Tomb Raider e Indiana Jones.
El Desarrollo para Uncharted 2: El reino de los ladrones comenzó inmediatamente después del éxito crítico y comercial de la primera entrega. El equipo de desarrollo se inspiró en el explorador Marco Polo y específicamente, en sus expediciones por los archipiélagos y el este de Asia. Naughty Dog también tuvo como objetivo mejorar el motor patentado del juego, creando el juego para que se ejecute exclusivamente en el sistema Naughty Engine 2.0 de la compañía. Esto permitió a los desarrolladores grabar una captura de movimiento extensa y más secuencias cinemáticas en el juego, así como también incluir un componente multijugador en línea; siendo el primero para la serie.
El desarrollo para Uncharted 3: La traición de Drake comenzó en 2010. Fue la primera vez en la historia de la compañía, donde Naughty Dog se dividió en dos equipos; mientras que un equipo desarrollaba Uncharted 3: La traición de Drake, la otra mitad desarrolló The Last of Us. Se abordó el desarrollo incorporando ubicaciones distintas de las entregas anteriores de la serie, decidiendo sobre un desierto y áreas urbanas, mientras se inspiraban en la trama del arqueólogo Thomas Edward Lawrence para la historia del juego.
Naughty Dog también tuvo como objetivo mejorar la apertura y el realismo del juego, se hizo mediante el aumento del volumen de captura de movimiento y la actuación de la voz, así como la realización de investigaciones de campo para mejores entornos visuales y sonidos. El equipo de desarrollo también buscó mejorar el sistema del multijugador, que incluía nuevos modos competitivos y cooperativos, mientras que el juego también es notable por ser uno de los primeros en llevar la nueva función en línea PlayStation Network Pass.

## Sistema de juego
El sistema de juego en la serie Uncharted es una combinación de elementos de acción y aventura y plataformas en 3D con una perspectiva en tercera persona. Al jugador se le asignan varias tareas físicas que deben completarse para progresar a través de la historia, como saltar, nadar, agarrar y moverse a lo largo de las repisas, y subir y columpiarse con cuerdas. Otros aspectos, como disparar, combatir y resolver acertijos también se presentan regularmente. En títulos posteriores, se agregaron o desarrollaron acciones de conducción, paseos en bote y otras acciones acrobáticas. La característica más importante en el sistema de juego de Uncharted es que el jugador controla al personaje, a través de la vista de tercera persona situada en los hombros de dicho personaje.
Los juegos de Uncharted otorgan una cantidad razonable de libertad a través del diseño de los mapas. Los juegos posteriores contienen elementos de diseño de mundo abierto, para alentar el roaming libre para asegurar objetos coleccionables o sigilo para evitar enemigos. En Uncharted 4: El desenlace del ladrón, el juego de roles se amplió para incluir discusiones paralelas con otros personajes. La serie Uncharted sigue la estructura de los juegos de acción tradicionales, donde los jugadores completan una serie de niveles de una sola pista con un juego lineal, y se navega a través de una perspectiva en tercera persona.
Disparar es fundamental para la función del juego, ya que los jugadores también deben sortear una serie de enemigos. Aunque hay una gran variedad de armas en el juego, el jugador solo puede llevar un arma de mano, como una pistola, un arma principal, como un rifle o una escopeta, y un puñado de granadas. Estas armas se obtienen recogiendo armas arrojadas por un enemigo derribado, o de aquellos dispersos por los distintos mapas. Si el jugador muere, reaparecerá en un punto de control de nivel específico. La saga de Gears of War y Resident Evil  fueron parte de la influencia en Uncharted para su sistema de juego.
En Uncharted 4: El desenlace del ladrón, se desarrolló el uso de vehículos en un entorno explorable. Proporciona al jugador una libertad no anunciada para llevar vehículos a donde quiera, aunque debe ser conducido a un lugar determinado para progresar en la historia.
En Uncharted 2: El reino de los ladrones se introdujo el modo multijugador. Cuenta con un juego competitivo y cooperativo. El modo multijugador cooperativo permite que hasta tres jugadores asuman los roles de Drake y otros dos compañeros "héroes" y presenta misiones que involucran tiroteos, plataformas y objetivos basados en el trabajo en equipo. Los jugadores también pueden ayudar a sus camaradas si resultan gravemente heridos o si son atrapados por un enemigo. El multijugador competitivo permite que un máximo de diez jugadores jueguen entre sí en dos equipos de cinco. Se presentan seis modos competitivos, incluyendo enfrentamientos mortales individuales o en equipo, y objetivos en equipo. En Uncharted 4: El desenlace del ladrón se introdujo el modo de supervivencia, que presenta una progresión basada en olas en enjambres de enemigos cada vez más poderosos, además de completar otros objetivos. Además, el modo multijugador permite a los jugadores acumular puntos y subir de rango, lo que se puede usar para comprar más máscaras para héroes y villanos.

## Apartado técnico
El apartado técnico ha sido uno de los aspectos más alabados de la saga, especialmente sus gráficos y su dirección artística. Por otro lado, la banda sonora, compuesta por Greg Edmonson, también ha recibido excelentes críticas. Uncharted fue uno de los primeros videojuegos en presentar vibración de retroalimentación de fuerza para el mando de PlayStation 3, comúnmente llamado Sixaxis. Mientras que en los juegos posteriores, Naughty Dog fue incorporando mayor innovación en el apartado técnico, desde grabar una captura de movimiento extensa y más secuencias cinemáticas en el juego, así como también incluir un componente multijugador en línea, también trabajaron en un motor propio patentado llamado Naughty Engine 2.0, utilizado también en la saga The Last of Us.

## Recepción
La serie Uncharted ha sido un gran éxito tanto en crítica como comercialmente, en diciembre del 2017 se comunicó que la serie habría logrado vender más de 41 millones de copias en todo el mundo. Gran parte de los elogios para la serie se ha dirigido a los gráficos que Naughty Dog ha producido y alcanzado, así como a la escritura y la actuación de voz, con GamesRadar clasificándola como la segunda mejor franquicia de la séptima generación. A la serie Uncharted se le atribuye ampliamente la reputación de Naughty Dog y los considera uno de los mejores desarrolladores de la industria. La saga es considerada una de las buques insignias de PlayStation.
Como protagonista de la serie, Nathan Drake es visto como una mascota de PlayStation, mientras que Uncharted 2: El reino de los ladrones es considerado uno de los mejores juegos de todos los tiempos. Recibió más de cincuenta premios de Juego del Año en 2009, con críticas que lo anunciaron como un hito en los juegos. El juego actualmente se encuentra entre los juegos de PlayStation 3 mejor calificados en Metacritic. Uncharted 4: El desenlace del ladrón también está clasificado como uno de los mejores de la serie, y entre los mejores videojuegos de la octava generación.

### Premios y reconocimientos
En 2012 la revista Forbes incluyó a la banda sonora de la saga Uncharted en la lista de las doce mejores soundtracks de videojuegos de todos los tiempos, en el apartado de las menciones honorables.

## Ventas
En entrevista con el sitio europeo Industry Gamers, Asad Quizilbash, director de marketing de producto para Uncharted 3: La traición de Drake, aportó algunas cifras con respecto al desempeño comercial de la serie, señalando que ha despachado 13 millones de copias hasta la fecha, lo que la convierte en el sello exclusivo más prolífico que hay en el PlayStation 3.
Por su parte, Drake’s Deception "fue uno de los juegos first party más grandes que se han lanzado en esta plataforma PS3 y con un presupuesto de mercadeo equiparable,” agregó el ejecutivo, toda vez que la campaña estuvo compuesta por cuatro pilares: anuncio en los VGA, la exitosa Beta, los anuncios y, finalmente, las revisiones. Uncharted, la mejor saga de un videojuego de Naughty Dog y vencedoras de 100 sagas Uncharted para todos. Es una saga que se llevó al límite. Es parecido a la película Indiana Jones, pero Uncharted es el Indiana Jones en videojuego.
La franquicia fue concluida el 20 de mayo de 2016 con Uncharted 4: A Thief's End. Este juego cerró la franquicia con las ventas más altas de toda la serie. Habiendo vendido más de 6 millones de copias en los primeros días, siendo el más vendido hasta el momento. Como es de esperarse, el juego se llevó los elogios de la crítica y los fanes, con un nuevo director, Neil Druckmann, director de The Last Of Us, (el juego anterior de Naughty Dog igualmente aclamado) quién le dio un tono más oscuro y serio a la franquicia, lo cual también contribuyó a las masivas alabanzas que recibió.
Durante el evento de la PlayStation Experiencie de 2017, Sony reveló que la franquicia Uncharted ha vendido 41.7 millones de unidades desde el lanzamiento del primer juego en el año 2007. La anterior cifra databa de mayo de 2016, cuando se había anunciado que la serie llevaba vendidos 28 millones de copias entre la trilogía original y su remasterización. Tras la llegada de Uncharted 4 y Uncharted: The Lost Legacy se han sumado 13,7 millones de ventas en el año y medio que ha pasado desde entonces.
El 14 de octubre de 2019 se confirmó que Uncharted 4: El desenlace del ladrón había logrado unas ventas de más de 16 millones de copias. Logrando hacer que la saga logre unas ventas totales de 45 millones de copias vendidas.